# Cassia tuerckheimii
Cassia tuerckheimii là một loài thực vật có hoa trong họ Đậu. Loài này được (Britton) Urb. miêu tả khoa học đầu tiên năm 1920.